# Messkapelle Bersbuch

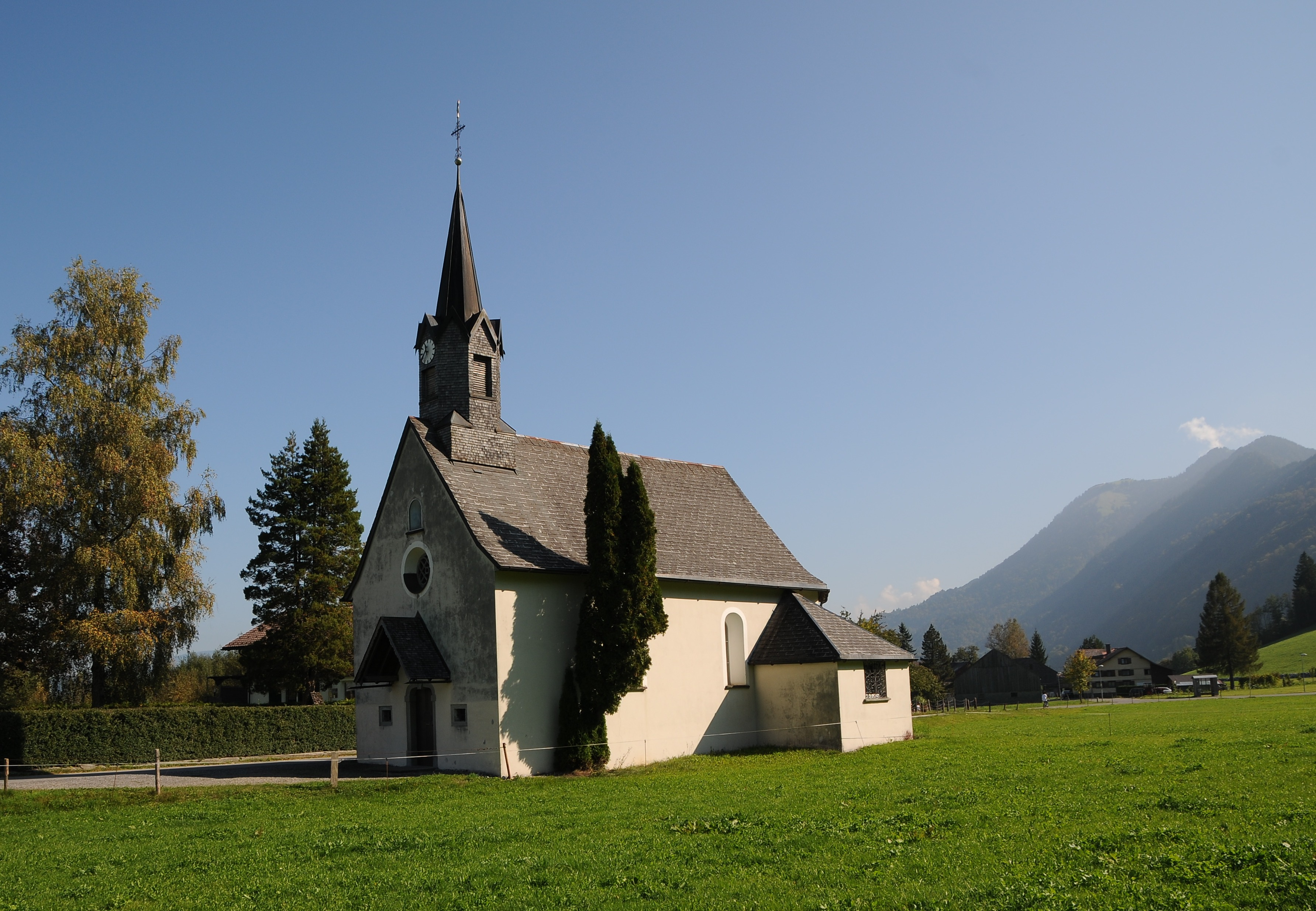
Messkapelle in Bersbuch

Die Messkapelle Bersbuch ist eine römisch-katholische Kapelle und ehemalige Filialkirche der Pfarre Andelsbuch in der Dorfmitte der Ortschaft Bersbuch in der Gemeinde Andelsbuch im Bregenzerwald im Bundesland Vorarlberg, direkt an der alten Bregenzerwaldstraße gelegen. Die Kapelle ist den Heiligen Martin und Wendelin geweiht. Das Bauwerk steht unter Denkmalschutz (Listeneintrag).

## Geschichte
Die Kapelle wurde erstmals 1249 als Besitz des Klosters Mehrerau urkundlich erwähnt. Ein Neubau mit anschließender Weihe erfolgte zwischen 1672 und 1687. 1869 wurde die Messkapelle umgestaltet und erhielt eine neue Einrichtung. 2019 wurde die Kapelle renoviert.

## Kirchenbau
Die schlichte, kleine Kapelle hat einen Dachreiter über der westlichen Eingangsfassade, einen polygonalen Chorschluss und schmale Rundbogenfenster. Das Portal hat einen flachen Bogen mit einem Keilstein, datiert 1869. An beiden Seiten des Portals sind kleine Fenster mit Steingewänden. Über dem Portal ist ein Rundbogenfenster mit Maßwerk. Darüber steht in einer Nische der heilige Martin von 1700.
Der Innenraum hat eine Flachdecke mit leichter Kehlung und Stuckrahmengliederung. Im Chor sind Pilaster, darüber ein umlaufendes Gesims, das im Schiff seine Fortsetzung findet. Über den Fenstern mit profilierten Rahmen ist Stuckpalmettendekor. Die Brüstung der Orgelempore ist durch Rahmenfelder gegliedert.

## Ausstattung
Der Altar mit einem Dreiecksgiebel und Palmettendekor wurde um 1870 geschaffen. Seitlich stehen die Figuren der Heiligen Barbara und Josef. Das Altarbild zeigt den heiligen Nikolaus sowie den heiligen Martin. Im Tondo darüber ist eine Kopie der Sixtinischen Madonna. Über der Tür zur Sakristei ist ein Kruzifix von 1870. Im Chor links steht in einer Nische die Figur einer Maria Immaculata aus dem späten 19. Jahrhundert. Die Kreuzwegstationen sind Holzreliefs von 1982.